# L’Orée de Mormal
L’Orée de Mormal ist eine französische Gemeinde mit 609 Einwohnern (Stand: 1. Januar 2022) im Département Nord in der Region Hauts-de-France. Sie gehört zum Arrondissement Avesnes-sur-Helpe und ist Mitglied im Gemeindeverband Communauté de communes du Pays de Mormal.
Sie entstand mit Wirkung vom 1. Januar 2025 als Commune nouvelle durch Zusammenlegung der bis dahin selbstständigen Gemeinden Amfroipret und Bermeries, die fortan den Status als Communes déléguées besitzen. Der Verwaltungssitz befindet sich in Amfroipret.

## Gemeindegliederung
| Commune déléguée             | Ehemaliger INSEE-Code | PLZ   | Fläche (km²) | Einwohnerzahl (2022) |
| ---------------------------- | --------------------- | ----- | ------------ | -------------------- |
| Amfroipret (Verwaltungssitz) | 59006                 | 59144 | 1,54         | 232                  |
| Bermeries                    | 59070                 | 59570 | 5,29         | 377                  |

## Geografie
L’Orée de Mormal liegt nahe der Grenze zu Belgien, etwa 17 Kilometer südöstlich von Valenciennes und etwa 17 Kilometer westlich von Maubeuge in der Région naturelle des Avesnois. Das Gemeindegebiet gehört zum Regionalen Naturpark Avesnois. Es wird entwässert von den zeitweise trockenfallenden Ruisseau des Bultiaux und Ruisseau de Cambron, den Flüsschen Amfroipret und Saule, dem Ruisseau des Près sowie dem Ruisseau de Rigofolie. Das Zentrum liegt auf einer Höhe von etwa 130 m. Das Relief des Gebiets ist relativ flach mit einer maximalen Erhebung von 153 m im Südosten und einer minimalen Höhe von 113 m beim Austritt des Ruisseau de Cambron aus dem Gemeindegebiet.
Teile des Gebiets von L’Orée de Mormal gehören zu den ZNIEFF-Naturzonen „Complexe bocager de Gommegnies et Jolimetz“ (310013251) und „Complexe écologique de la forêt de Mormal et des zones bocagères associées“ (310013702).
Umgeben wird L’Orée de Mormal von den sechs Nachbargemeinden:
|               | Saint-Waast                                 | Bavay      |
| Preux-au-Sart | Kompassrose, die auf Nachbargemeinden zeigt | Obies      |
| Gommegnies    |                                             | Locquignol |

## Sehenswürdigkeiten
| Name                              | Ort        | Bemerkungen                                                   | Bild |
| --------------------------------- | ---------- | ------------------------------------------------------------- | ---- |
| Kirche Saint-Nicolas              | Amfroipret | 1860 neu erbaut                                               |      |
| Bauernhof Cambron                 | Bermeries  | gegen 12. Jahrhundert, als Monument historique eingeschrieben |      |
| Kapelle Notre-Dame-de-Lourdes     | Bermeries  | 15. Jahrhundert                                               |      |
| Kapelle Notre-Dame-de-Bon-Secours | Bermeries  |                                                               |      |
| Potal                             | Bermeries  | Kapelle, eingefasst in die Umfassungsmauer des Platzes        |      |

## Bildung
Die Gemeinde verfügt über eine öffentliche Vor- und Grundschule (École primaire) in Bermeries mit 37 Schülerinnen und Schüler im Schuljahr 2024/2025.

## Verkehr
L’Orée de Mormal liegt abseits größerer Verkehrsachsen. Die Departementsstraße D 942, die ehemalige Route nationale 342 von Cambrai über Gommegnies nach Bavay, durchquert die Gemeinde von Südwest nach Nordost. Die Departementsstraße D 932, die frühere Route nationale 32 von Saint-Quentin über Bavay bis an die belgische Grenze, führt entlang der südwestlichen Gemeindegrenze zu den Nachbargemeinden Obies und Locquignol. Nachgeordnete Departementsstraßen und lokale Landstraßen verbinden die Ortsteile der Gemeinde mit weiteren Nachbargemeinden.
Busse von zwei Linien der Transportgesellschaft Arc-en-Ciel des Départements Nord verbinden L’Orée de Mormal mit Le Quesnoy, Bavay, und Valenciennes.